# Hydrozinkiet

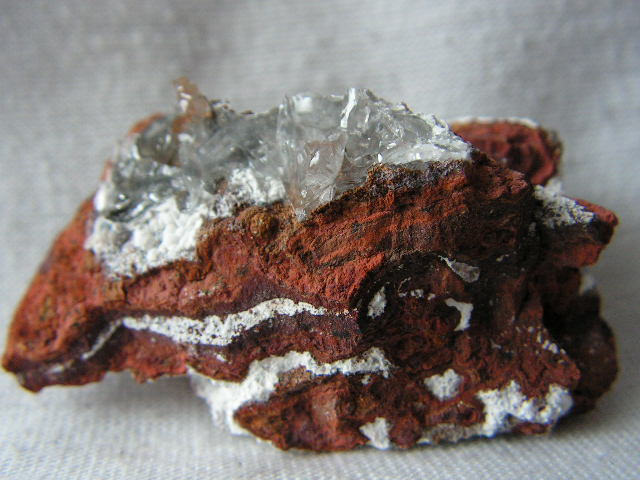
Hydrozinkiet

Het mineraal hydrozinkiet is een zink-carbonaat met de chemische formule Zn5(CO3)2(OH)6.

## Eigenschappen
Het witte, geelwitte, blauwwitte of lichtroze hydrozinkiet heeft een witte streepkleur, een parelglans en een perfecte splijting volgens het kristalvlak [100]. De gemiddelde dichtheid is 3,5 en de hardheid is 2 tot 2,5. Het kristalstelsel is monoklien en hydrozinkiet is niet radioactief.

## Naamgeving
Het mineraal hydrozinkiet is genoemd naar de compositie; het element zink en een OH-hydroxy groep.

## Voorkomen
Hydrozinkiet is een secundair mineraal in the geoxideerde delen van zink-afzettingen. De typelocatie is Plombières, Karinthië, Oostenrijk.